# 五式七糎半戦車砲
五式七糎半戦車砲とは、大日本帝国陸軍が第二次世界大戦時に開発をしていた戦車砲である。
当初は七糎半戦車砲（長）と呼ばれ、新中戦車（乙）用として半自動装填装置が装備された物を開発していたが、後に新中戦車（乙）と同時に開発が進められていた新中戦車（甲）（のちの四式中戦車）にも搭載されることとなり、半自動装填装置を省略して、代わりに平衡用のカウンターウェイトを取り付けた型が開発されたことで、前者の装填装置付をI型、装填装置無しをII型とした。

## 概要
この戦車砲は、昭和18年度陸軍兵器行政本部研究第一部修正事項に追加し、研究開始したものであった。強力な連合国軍戦車を確実に撃破するために砲口初速850ｍ/ｓが要求され、砲身は別途開発されていた、試製高射砲（四式七糎半高射砲）と共通とし、七十五粍対戦車砲と同じ弾薬を使用することが決定した。
五式七糎半戦車砲は、量産性を考慮したうえで、35ｔ級中戦車の旋回砲塔に搭載できる最大のモノとして設定された。しかし、計画当時の日本陸軍が第一の仮想敵国と想定していたソ連軍が使用する新鋭戦車は、100㎜以上の装甲を備えているとされ、五式七糎半戦車砲は威力が不足していることが分かっていたため、本戦車砲とは別に試製十糎戦車砲(長)の開発の計画が並行して建てられている。

### 開発
砲の設計は1944年（昭和19年）4月頃に完了したが、設計は大阪陸軍造兵廠で行い、同年8月に試作が完了、同8月から10月にかけて機能や弾道性及び運行試験、10月から11月に戦車学校にて実用試験をし、19年12月から翌20年1月にかけて北満試験を行い、3月に研究完了とする計画を立てた。
実際は試作砲2門が1944年（昭和19年）7月に完成、内1門は竣工試験を行ったが装填装置に不具合が発生し、1945年（昭和20年）1月に修正試験を行ったところ、装填機の機能は良好となったが、今度は抽出の良否により作用しないことがあったといわれる。残りの1門は四式中戦車向けに装填装置を省略したII型に改修された。
II型は1945年（昭和20年）2月に竣工、同月26日に試験を開始、試製四式榴弾22発、三式高射尖鋭弾2発を試射したところ、撃発装置に不具合が発生した。3月17日から19日にかけて四式中戦車に搭載して射撃試験を行い一式徹甲弾72発、四式榴弾68発を使用した。この試験の結果は良好な成績を残したが薬莢受けが新たに設けられることとなった。同試験内では、四式中戦車のつなぎとして量産されていた三式中戦車の車体に、四式中戦車用砲塔を搭載、射撃試験が行われているが、こちらの試験結果も良好だった。ただし、四式中戦車用砲塔ではなく三式中戦車用砲塔に装備することも考慮して、五式七糎半戦車砲II型の各部寸法の修正が行われた。
本土決戦に備えた昭和20年度火砲調達計画には本砲の生産量は250門としていたが、生産を担当していた大阪陸軍造兵廠では月産2門でしかなく、20年度内の調達数は11輛分しかなかった。
なお、四式中戦車の試作車である鋳造砲塔の試製チト2号車に搭載されたII型は、I型を改造した物であったので、砲身付け根下に自動装填機のロッドの格納シリンダーが付いたままであったが、もし、II型が量産され、四式中戦車量産型に搭載された場合、最初から量産仕様のII型では、このシリンダーは無くなっていたはずである。